# Austroderia
Genre
Austroderia est un genre de plantes monocotylédones de la famille des Poaceae, sous-famille des Danthonioideae, originaire d'Australasie, qui comprend cinq espèces.
Ce sont des plantes herbacées vivaces, cespiteuses, aux tiges pouvant atteindre 600 cm de long.

## Liste des espèces
Selon World Checklist of Selected Plant Families (WCSP) (6 mai 2017) :
- Austroderia fulvida (Buchanan) N.P.Barker & H.P.Linder (2010)
- Austroderia richardii (Endl.) N.P.Barker & H.P.Linder (2010)
- Austroderia splendens (Connor) N.P.Barker & H.P.Linder (2010)
- Austroderia toetoe (Zotov) N.P.Barker & H.P.Linder (2010)
- Austroderia turbaria (Connor) N.P.Barker & H.P.Linder (2010)